# Forró, Borsod-Abaúj-Zemplén
Forró este un sat în districtul Encs, județul Borsod-Abaúj-Zemplén, Ungaria, având o populație de 2.617 locuitori (2011). 

## Demografie
Componența etnică a satului Forró
     Maghiari (70,69%)
     Romi (28,79%)
     Necunoscut (0,09%)
     Alții (0,43%)
Componența confesională a satului Forró
     Romano-catolici (74,78%)
     Reformați (4,05%)
     Greco-catolici (3,67%)
     Necunoscută (16,58%)
     Alte religii (1,49%)
Conform recensământului din 2011, satul Forró avea 2.617 locuitori. Din punct de vedere etnic, majoritatea locuitorilor (70,69%) erau maghiari, cu o minoritate de romi (28,79%). Apartenența etnică nu este cunoscută în cazul a 0,09% din locuitori.  Din punct de vedere confesional, majoritatea locuitorilor (74,78%) erau romano-catolici, existând și minorități de reformați (4,05%) și greco-catolici (3,67%). Pentru 16,58% din locuitori nu este cunoscută apartenența confesională.